# آنا مایخر
آنا مایخر (لهستانی: Anna Majcher؛ زادهٔ ۱۴ اوت ۱۹۶۹) بازیگر اهل لهستان است.
از فیلم‌ها یا مجموعه‌های تلویزیونی که وی در آن‌ها نقش داشته‌است، می‌توان به اسکادران، گا، گا، درود بر قهرمانان، دریاچه کنستانس، پس‌تصویر، ۳۹ و نیم، لندنی‌ها، پرستار کودک، کارآگاهان جنایی، فانفان لا تولیپ، اجاره‌نشین‌ها، هوس‌های امپراتور، قضاوت درباره فراچیشکا کووسا، با آتش و شمشیر (فیلم) و با آتش و شمشیر (مجموعه تلویزیونی)، اشاره نمود.